# Єжув-Судецький
Єжув-Судецький (пол. Jeżów Sudecki, нім. Grunau) — село в Польщі, у гміні Єжув-Судецький Єленьоґурського повіту Нижньосілезького воєводства.
Населення — 2613 осіб (2011).
У 1975-1998 роках село належало до Єленьоґурського воєводства.

## Демографія
Демографічна структура станом на 31 березня 2011 року:
|          | Загалом | Допрацездатний вік | Працездатний вік | Постпрацездатний вік |
| -------- | ------- | ------------------ | ---------------- | -------------------- |
| Чоловіки | 1256    | 269                | 892              | 95                   |
| Жінки    | 1357    | 286                | 816              | 255                  |
| Разом    | 2613    | 555                | 1708             | 350                  |